# Bergens Tidende

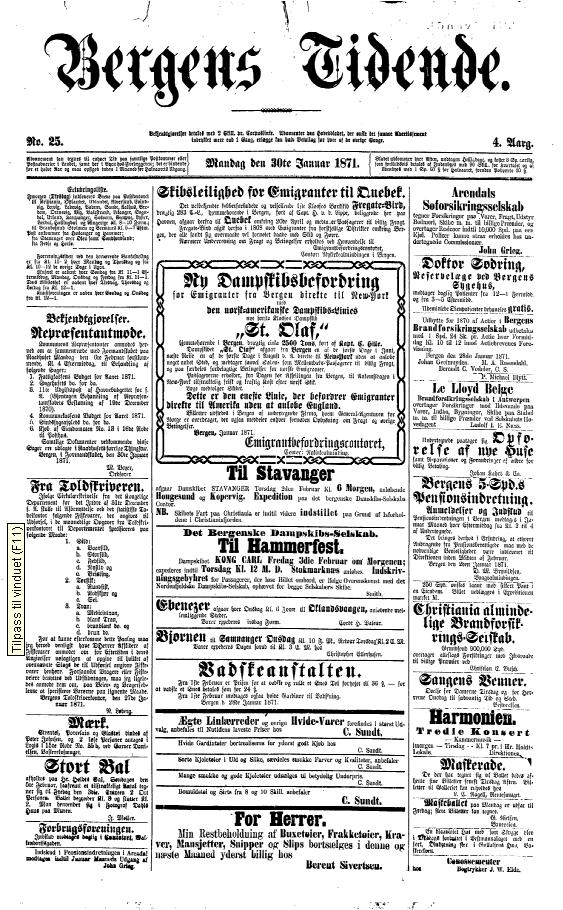
Bergens Tidende 30 januari 1870

Bergens Tidende är en norsk dagstidning som ges ut i Bergen sedan 1868. Det är Norges största tidning utanför Oslo och en av de äldsta tidningarna i Norge som fortfarande ges ut.